# Acropora arabensis
Acropora arabensis е вид корал от семейство Acroporidae. Видът е почти застрашен от изчезване.

## Разпространение
Разпространен е в Бахрейн, Еритрея, Йемен, Иран, Катар, Мадагаскар, Обединени арабски емирства, Саудитска Арабия и Сомалия.

## Описание
Популацията им е намаляваща.